# Servitutes praediorum
Servitutes praediorum – (łac.) służebności gruntowe. W prawie rzymskim ograniczone prawo rzeczowe uprawniające każdoczesnego właściciela gruntu władającego (praedium dominans) do korzystania z gruntu służebnego (praedium serviens) w pewien określony  sposób. Służebności gruntowe dzielono na - historycznie starsze - służebności gruntów wiejskich (servitutes praediorum rusticorum) oraz - młodsze - służebności gruntów miejskich (servitutes praediorum urbanorum).

## Treść służebności gruntowych
Służebność gruntowa, jako ograniczone prawo rzeczowe, była stosunkiem prawnym wiążącym każdorazowego właściciela gruntu władającego z każdorazowym właścicielem gruntu służebnego. Była więc prawem związanym z nieruchomościami i nie można było zbyć samej nieruchomości bez służebności ani samej służebności bez nieruchomości. Była ona niepodzielna, tj. obciążała lub przysługiwała całemu gruntowi. Służebności przynosiły trwałą (nieprzemijającą) korzyść gospodarczą gruntowi władającemu kosztem gruntu służebnego.
Właściciel nieruchomości władającej uprawniony był do korzystania z cudzej nieruchomości służebnej, ale w sposób ograniczony i ukierunkowany w zależności od rodzaju służebności. Temu prawu odpowiadał obowiązek właściciela nieruchomości służebnej, polegający na znoszeniu (pati) działań podmiotu korzystającego z jego gruntu, który - nie będąc właścicielem - ograniczał w pewnym stopniu jego prawo własności, bądź powstrzymywaniu się (non facere) od pewnych czynności.
Do służebności odnoszono następujące zasady:
- Servitus in faciendo consistere nequit - służebność nie może polegać na pozytywnym działaniu (facere) ze strony właściciela nieruchomości służebnej. Od tej zasady istniał jeden wyjątek, którym była służebność oparcia budynku o ścianę domu sąsiada (servitus oneris ferendi), gdzie właściciel nieruchomości obciążonej miał obowiązek utrzymywania ściany w stanie umożliwiającym jej wytrzymanie nacisku opartego o nią budynku.
- Nemini res sua servit - nie można mieć służebności na rzeczy własnej, gdyż służebność jest zawsze prawem na rzeczy cudzej.
- Servitus servitutis esse non potest - nie można ustanowić służebności na służebności, gdyż służebność mogła istnieć tylko na rzeczy (materialnej) a nie na prawie (rzeczy niematerialnej).
- Servitutibus civiliter utendum est - służebność należy wykonywać w sposób oględny, tj. przy maksymalnym poszanowaniu uprawnień właściciela nieruchomości obciążonej.

Służebności gruntowe dzielono, ze względu na treść i sposób wykonywania, na służebności gruntów wiejskich i gruntów miejskich, bez względu na położenie nieruchomości. Służebności gruntów wiejskich mogły istnieć na terenach zurbanizowanych, zaś służebności gruntów miejskich na terenach rolniczych.

## Powstanie służebności gruntowych
Służebności gruntowe były prawami dziedzicznymi i zbywalnymi, aczkolwiek powiązanymi z własnością nieruchomości władającej.
W prawie przedklasycznym i klasycznym, do najważniejszych sposobów ustanowienia służebności gruntowych należały wyroki sądowe, in iure cessio (mające moc wyroku sądowego), a przy nabyciu służebności gruntów wiejskich położonych w Italii (które należały do kategorii res mancipi) także mancypacja. Przy mancypacji oraz in iure cessio, właściciel zbywający część swojego gruntu mógł zastrzec sobie służebność na zbywanym gruncie przez odpowiednią klauzulę w formie mancypacyjnej (deductio servitutis).
Pierwotnie istniała możliwość zasiedzenia służebności, poprzez jej dwuletnie wykonywanie. Możliwość ta została zniesiona  na początku pryncypatu.
Zdarzały się również przypadki ustanawiania służebności w testamencie poprzez tzw. legat windykacyjny.
W prowincjach służebności gruntowe ustanawiano przez nieformalną umowę umocnioną stypulacją karną w wypadku niedotrzymania umowy (pactionibus et stipulationibus). Sposób ten, wobec zniesienia mancypacji oraz in iure cessio w Kodeksie Justyniana, stał się dominującym sposobem ustanawiania służebności gruntowych.

## Wygaśnięcie służebności gruntowych
Służebności wygasały w wypadku zrzeczenia się osoby uprawnionej poprzez in iure cessio (w prawie justyniańskim - przez zwykłą umowę). Służebności gasły również jeżeli budynek obciążony uległ zniszczeniu lub grunt uległ zasadniczej zmianie uniemożliwiającej wykonywanie służebności. Służebności gruntów wiejskich gasły wskutek kilkuletniego niekorzystania (non usus). Do wygaśnięcia służebności gruntów miejskich konieczna była pozytywna działalność właściciela gruntu służebnego, uniemożliwiająca wykonywanie służebności przez okres dwuletni (usucapio libertatis). Służebność gasła również w wypadku nabycia własności gruntu służebnego przez właściciela gruntu władającego (confusio), zgodnie z zasadą nemini res sua servit.

## Ochrona służebności
Ochronie służebności służyły powództwa rzeczowe:
- vindicatio servitutis - w prawie przedjustyniańskim,
- actio confessoria - w prawie justyniańskim.

Stroną pozwaną w takich procesach, mogła być osoba zaprzeczająca istnieniu służebności lub uniemożliwiająca jej wykonanie.
Służebności na gruntach prowincjonalnych chroniono za pomocą odpowiednich actiones utiles. Niektóre rodzaje służebności chroniły również interdykty pretorskie.

## Geneza i rodzaje służebności gruntów wiejskich
Przyczyną powstania służebności gruntowych w Starożytnym Rzymie było charakterystyczne ukształtowanie terenu Lacjum oraz ogromne rozdrobnienie gruntów. Z tych powodów oraz ze względu na nieograniczony w treści charakter uprawnień właścicieli, wykorzystanie niektórych parceli, bez możliwości korzystania z gruntów sąsiednich (ale niekoniecznie stykających się ze sobą), było wysoce utrudnione a niekiedy wręcz niemożliwe.
Do najważniejszych służebności gruntów wiejskich należały:
- Servitus itineris - służebność przechodu dająca prawo przekraczania cudzego gruntu pieszo, konno albo lektyką, bez prawa przepędzania zwierząt.
- Servitus actus - służebność przegonu obejmująca servitus itineris a ponadto dające prawo przechodzenia przez cudzy grunt łącznie z przepędzaniem pojedynczych zwierząt, stada albo przejazdu pojazdem.
- Servitus viae - służebność drogi będąca najszerszą służebnością z "praw drogi" obejmująca servitus itineris oraz servitus actus.
- Servitus aquaeductus (servitus aquaeducendae) - służebność wodociągu dająca prawo przeprowadzenia przez cudzy grunt wody pitnej, celem nawodnienia, albo celem odprowadzenia wody.
- Servitus aquae haustus - służebność czerpania wody dająca prawo wchodzenia na cudzy grunt w celu czerpania wody.
- Servitus pecoris pascendi - służebność wypasu dająca prawo wypasu bydła na cudzym gruncie.
- Servitus pecoria ad aquam adplusus - służebność dopuszczenia bydła do wodopoju
- Servitus harenae fodiendae - służebność kopania piasku na cudzym gruncie.
- Servitus calcis coquendae - służebność wypalania wapna na cudzym gruncie.

Dodatkowo wyróżniano dwie grupy służebności gruntowych wiejskich:
- prawa drogi (iura itinerum) obejmujące:
  - servitus itineris
  - servitus actus
  - servitus viae
- prawa wodne (iura aquorum) obejmujące:
  - servitus aquaeductus
  - servitus aquae haustus.

## Geneza i rodzaje służebności gruntów miejskich
Służebności gruntów miejskich były typowe dla zabudowy miejskiej. Początek ich rozwoju wiąże się z odbudową Rzymu po pożarze spowodowanym przez najazd Gallów w roku 390 p.n.e.
Do najważniejszych służebności gruntów miejskich należały:
- Servitus altius non tollendi - obowiązujący właściciela gruntu służebnego zakaz wznoszenia budynku ponad określoną wysokość.
- Servitus proscipiendi - zakaz wznoszenia konstrukcji zasłaniających widok.
- Servitus protegendi vel proiciendi - prawo wysunięcia części konstrukcji budynku (np. balkonu, okapu) w słup powietrza sąsiada.
- Servitus tigni immittendi - prawo wpuszczenia belki w mur budynku położonego na nieruchomości sąsiedniej.
- Servitus oneris ferendi - prawo oparcia budowli o mur budynku leżącego na nieruchomości służebej.
- Servitus stillicidii - służebność ścieku, tj. odprowadzania deszczówki na grunt służebny.
- Servitus fumi immittendi - prawo skierowania dymu lub innych wyziewów na grunt sąsiedni.

Dodatkowo wyróżniano grupy służebności gruntowych miejskich takie jak:
- prawa światła (iura luminum) obejmujące:
  - servitus altius non tollendi
  - servitus proscipiendi
- prawa budowlane (iura parietum) obejmujące:
  - servitus protegendi vel proiciendi
  - servitus tigni immittendi
  - servitus oneris ferendi.